# Kertarahayu (Talaga)
Kertarahayu is een bestuurslaag in het regentschap Majalengka van de provincie West-Java, Indonesië. Kertarahayu telt 865 inwoners (volkstelling 2010).